# Listă de familii de plante ornamentale
Aceasta este o listă cu exemple de "familii" de plante ornamentale

## A
| Familie | Ordin | Subclasă | Clasă |
| ------- | ----- | -------- | ----- |
| 1       | 2     | 3        | 4     |

- Acanthaceae	Scrophulariales	Asteridae	Magnoliopsida
- Aceraceae	Sapindales	Rosidae	Magnoliopsida
- Actinidiaceae	Theales	Dilleniidae	Magnoliopsida
- Adoxaceae	Dipsacales	Asteridae	Magnoliopsida
- Alangiaceae	Rhizophorales	Rosidae	Magnoliopsida
- Alismataceae	Alismatales	Alismatidae	Liliopsida
- Amaranthaceae	Caryophyllales	Caryophyllidae	Magnoliopsida
- Amaryllidaceae
- Anacardiaceae	Sapindales	Rosidae	Magnoliopsida
- Angiopteridaceae
- Annonaceae	Magnoliales	Magnoliidae	Magnoliopsida
- Apocynaceae	Gentianales	Asteridae	Magnoliopsida
- Aponogetonaceae	Najadales	Alismatidae	Liliopsida
- Aquifoliaceae	Celastrales	Rosidae	Magnoliopsida
- Araceae	Arales	Arecidae	Liliopsida
- Araliaceae	Apiales	Rosidae	Magnoliopsida
- Araucariaceae
- Aristolochiaceae	Aristolochiales	Magnoliidae	Magnoliopsida
- Asclepiadaceae	Gentianales	Asteridae	Magnoliopsida

## B
- Balsaminaceae	Geraniales	Rosidae	Magnoliopsida
- Basellaceae	Caryophyllales	Caryophyllidae	Magnoliopsida
- Begoniaceae	Violales	Dilleniidae	Magnoliopsida
- Berberidaceae	Ranunculales	Magnoliidae	Magnoliopsida
- Betulaceae
- Bignoniaceae	Scrophulariales	Asteridae	Magnoliopsida
- Boraginaceae	Lamiales	Asteridae	Magnoliopsida
- Bromeliaceae	Bromeliales	Zingiberidae	Liliopsida
- Butomaceae	Alismatales	Alismatidae	Liliopsida
- Buxaceae	Euphorbiales	Rosidae	Magnoliopsida

## C
- Cactaceae	Caryophyllales	Caryophyllidae	Magnoliopsida
- Calycanthaceae	Laurales	Magnoliidae	Magnoliopsida
- Campanulaceae	Campanulales	Asteridae	Magnoliopsida
- Cannaceae	Zingiberales	Zingiberidae	Liliopsida
- Capparidaceae
- Caprifoliaceae	Dipsacales	Asteridae	Magnoliopsida
- Caricaceae	Violales	Dilleniidae	Magnoliopsida
- Caryophyllaceae	Caryophyllales	Caryophyllidae	Magnoliopsida
- Celastraceae	Celastrales	Rosidae	Magnoliopsida
- Cephalotaxaceae
- Ceratophyllaceae	Nymphaeales	Magnoliidae	Magnoliopsida
- Cercidiphyllaceae	Hamamelidales	Hamamelidae	Magnoliopsida
- Chenopodiaceae	Caryophyllales	Caryophyllidae	Magnoliopsida
- Cicadaceae
- Cistaceae	Violales	Dilleniidae	Magnoliopsida
- Clethraceae	Ericales	Dilleniidae	Magnoliopsida
- Combretaceae	Myrtales	Rosidae	Magnoliopsida
- Commelinaceae	Commelinales	Commelinidae	Liliopsida
- Compositae
- Convolvulaceae	Solanales	Asteridae	Magnoliopsida
- Coriariaceae	Ranunculales	Magnoliidae	Magnoliopsida
- Cornaceae	Rhizophorales	Rosidae	Magnoliopsida
- Corylaceae
- Corynocarpaceae	Celastrales	Rosidae	Magnoliopsida
- Crassulaceae	Rosales	Rosidae	Magnoliopsida
- Cruciferae
- Cucurbitaceae	Violales	Dilleniidae	Magnoliopsida
- Cunoniaceae	Rosales	Rosidae	Magnoliopsida
- Cupressaceae
- Cycadaceae
- Cyclanthaceae	Cyclanthales	Arecidae	Liliopsida
- Cyperaceae	Cyperales	Commelinidae	Liliopsida

## D
- Daphniphyllaceae	Daphniphyllales	Hamamelidae	Magnoliopsida
- Datiscaceae	Violales	Dilleniidae	Magnoliopsida
- Desfontainiaceae
- Diapensiaceae	Diapensiales	Dilleniidae	Magnoliopsida
- Dicksoniaceae
- Dilleniaceae	Dilleniales	Dilleniidae	Magnoliopsida
- Dioscoreaceae	Liliales	Liliidae	Liliopsida
- Dipsacaceae	Dipsacales	Asteridae	Magnoliopsida
- Droseraceae	Nepenthales	Dilleniidae	Magnoliopsida

## E
- Ebenaceae	Ebenales	Dilleniidae	Magnoliopsida
- Elaeagnaceae	Proteales	Rosidae	Magnoliopsida
- Elaeocarpaceae	Malvales	Dilleniidae	Magnoliopsida
- Elatinaceae	Theales	Dilleniidae	Magnoliopsida
- Empetraceae	Ericales	Dilleniidae	Magnoliopsida
- Epacridaceae	Ericales	Dilleniidae	Magnoliopsida
- Ephedraceae
- Equisetaceae
- Ericaceae	Ericales	Dilleniidae	Magnoliopsida
- Erythroxylaceae	Linales	Rosidae	Magnoliopsida
- Eucommiaceae	Eucommiales	Hamamelidae	Magnoliopsida
- Eucryphiaceae	Rosales	Rosidae	Magnoliopsida
- Euphorbiaceae	Euphorbiales	Rosidae	Magnoliopsida

## F
- Fagaceae
- Flacourtiaceae	Violales	Dilleniidae	Magnoliopsida
- Frankeniaceae	Violales	Dilleniidae	Magnoliopsida

## G
- Garryaceae	Rhizophorales	Rosidae	Magnoliopsida
- Gentianaceae	Gentianales	Asteridae	Magnoliopsida
- Geraniaceae	Geraniales	Rosidae	Magnoliopsida
- Gesneriaceae	Scrophulariales	Asteridae	Magnoliopsida
- Ginkgoaceae
- Globulariaceae	Scrophulariales	Asteridae	Magnoliopsida
- Goodeniaceae	Campanulales	Asteridae	Magnoliopsida
- Gramineae

## H
- Haloragidaceae
- Hamamelidaceae	Hamamelidales	Hamamelidae	Magnoliopsida
- Hippocastanaceae	Sapindales	Rosidae	Magnoliopsida
- Hippuridaceae	Callitrichales	Asteridae	Magnoliopsida
- Hydrocharitaceae	Hydrocharitales	Alismatidae	Liliopsida
- Hydrophyllaceae	Solanales	Asteridae	Magnoliopsida
- Hymenophyllaceae
- Hypericaceae

## I
- Icacinaceae	Celastrales	Rosidae	Magnoliopsida
- Illiciaceae	Illiciales	Magnoliidae	Magnoliopsida
- Iridaceae	Liliales	Liliidae	Liliopsida

## J
- Juglandaceae	Juglandales	Hamamelidae	Magnoliopsida
- Juncaceae	Juncales	Commelinidae	Liliopsida

## L
- Labiatae
- Lardizabalaceae	Ranunculales	Magnoliidae	Magnoliopsida
- Lauraceae	Laurales	Magnoliidae	Magnoliopsida
- Leeaceae	Rhamnales	Rosidae	Magnoliopsida
- Leguminosae
- Lentibulariaceae	Scrophulariales	Asteridae	Magnoliopsida
- Liliaceae	Liliales	Liliidae	Liliopsida
- Limnanthaceae	Geraniales	Rosidae	Magnoliopsida
- Linaceae	Linales	Rosidae	Magnoliopsida
- Loasaceae	Violales	Dilleniidae	Magnoliopsida
- Loganiaceae	Gentianales	Asteridae	Magnoliopsida
- Lythraceae	Myrtales	Rosidae	Magnoliopsida

## M
- Magnoliaceae	Magnoliales	Magnoliidae	Magnoliopsida
- Malpighiaceae
- Malvaceae	Malvales	Dilleniidae	Magnoliopsida
- Maraceae
- Marantaceae	Zingiberales	Zingiberidae	Liliopsida
- Marcgraviaceae
- Martyniaceae
- Melastomataceae	Myrtales	Rosidae	Magnoliopsida
- Melianthaceae	Sapindales	Rosidae	Magnoliopsida
- Menispermaceae	Ranunculales	Magnoliidae	Magnoliopsida
- Mesembryanthemaceae
- Moraceae	Urticales	Hamamelidae	Magnoliopsida
- Musaceae	Zingiberales	Zingiberidae	Liliopsida
- Myoporaceae	Scrophulariales	Asteridae	Magnoliopsida
- Myricaceae	Myricales	Hamamelidae	Magnoliopsida
- Myristicaceae
- Myrsinaceae	Primulales	Dilleniidae	Magnoliopsida
- Myrtaceae	Myrtales	Rosidae	Magnoliopsida

## N
- Nepenthaceae	Nepenthales	Dilleniidae	Magnoliopsida
- Nolanaceae	Solanales	Asteridae	Magnoliopsida
- Nyctaginaceae	Caryophyllales	Caryophyllidae	Magnoliopsida
- Nymphaeaceae	Nymphaeales	Magnoliidae	Magnoliopsida
- Nyssaceae	Rhizophorales	Rosidae	Magnoliopsida

## O
- Ochnaceae	Theales	Dilleniidae	Magnoliopsida
- Oleaceae	Scrophulariales	Asteridae	Magnoliopsida
- Onagraceae	Myrtales	Rosidae	Magnoliopsida
- Ophioglossaceae
- Orchidaceae	Orchidales	Liliidae	Liliopsida
- Orobanchaceae	Scrophulariales	Asteridae	Magnoliopsida
- Osmundaceae
- Oxalidaceae	Geraniales	Rosidae	Magnoliopsida

## P
- Palmae
- Pandanaceae	Pandanales	Arecidae	Liliopsida
- Papaveraceae	Papaverales	Magnoliidae	Magnoliopsida
- Passifloraceae	Violales	Dilleniidae	Magnoliopsida
- Phytolaccaceae	Caryophyllales	Caryophyllidae	Magnoliopsida
- Pinaceae
- Piperaceae	Piperales	Magnoliidae	Magnoliopsida
- Pittosporaceae	Rosales	Rosidae	Magnoliopsida
- Plantaginaceae	Plantaginales	Asteridae	Magnoliopsida
- Platanaceae	Hamamelidales	Hamamelidae	Magnoliopsida
- Plumbaginaceae	Plumbaginales	Caryophyllidae	Magnoliopsida
- Podocarpaceae
- Polemoniaceae	Solanales	Asteridae	Magnoliopsida
- Polygalaceae	Polygalales	Rosidae	Magnoliopsida
- Polygonaceae	Polygonales	Caryophyllidae	Magnoliopsida
- Polypodiaceae
- Pontederiaceae	Liliales	Liliidae	Liliopsida
- Portulacaceae	Caryophyllales	Caryophyllidae	Magnoliopsida
- Primulaceae	Primulales	Dilleniidae	Magnoliopsida
- Proteaceae	Proteales	Rosidae	Magnoliopsida
- Punicaceae	Myrtales	Rosidae	Magnoliopsida

## R
- Ranunculaceae	Ranunculales	Magnoliidae	Magnoliopsida
- Resedaceae	Capparales	Dilleniidae	Magnoliopsida
- Rhamnaceae	Rhamnales	Rosidae	Magnoliopsida
- Rosaceae	Rosales	Rosidae	Magnoliopsida
- Rubiaceae	Rubiales	Asteridae	Magnoliopsida
- Rutaceae	Sapindales	Rosidae	Magnoliopsida

## S
- Salicaceae	Salicales	Dilleniidae	Magnoliopsida
- Salviniaceae
- Sapindaceae	Sapindales	Rosidae	Magnoliopsida
- Sapotaceae	Ebenales	Dilleniidae	Magnoliopsida
- Sarraceniaceae	Nepenthales	Dilleniidae	Magnoliopsida
- Saururaceae	Piperales	Magnoliidae	Magnoliopsida
- Saxifragaceae	Rosales	Rosidae	Magnoliopsida
- Schisandraceae	Illiciales	Magnoliidae	Magnoliopsida
- Schizaeaceae
- Scrophulariaceae	Scrophulariales	Asteridae	Magnoliopsida
- Selaginellaceae
- Simaroubaceae	Sapindales	Rosidae	Magnoliopsida
- Solanaceae	Solanales	Asteridae	Magnoliopsida
- Stachyuraceae	Violales	Dilleniidae	Magnoliopsida
- Staphyleaceae	Sapindales	Rosidae	Magnoliopsida
- Sterculiaceae	Malvales	Dilleniidae	Magnoliopsida
- Stylidiaceae	Campanulales	Asteridae	Magnoliopsida
- Styracaceae	Ebenales	Dilleniidae	Magnoliopsida
- Styraceae
- Symplocaceae	Ebenales	Dilleniidae	Magnoliopsida

## T
- Tamaricaceae	Violales	Dilleniidae	Magnoliopsida
- Taxaceae
- Taxodiaceae
- Theaceae	Theales	Dilleniidae	Magnoliopsida
- Theophrastaceae	Primulales	Dilleniidae	Magnoliopsida
- Thymelaeaceae	Myrtales	Rosidae	Magnoliopsida
- Tiliaceae	Malvales	Dilleniidae	Magnoliopsida
- Trapaceae	Myrtales	Rosidae	Magnoliopsida
- Tridaceae
- Tropaeolaceae	Geraniales	Rosidae	Magnoliopsida
- Typhaceae	Typhales	Commelinidae	Liliopsida

## U
- Ulmaceae	Urticales	Hamamelidae	Magnoliopsida
- Umbelliferae
- Urticaceae	Urticales	Hamamelidae	Magnoliopsida

## V
- Valerianaceae	Dipsacales	Asteridae	Magnoliopsida
- Velloziaceae	Liliales	Liliidae	Liliopsida
- Verbenaceae	Lamiales	Asteridae	Magnoliopsida
- Violaceae	Violales	Dilleniidae	Magnoliopsida
- Vitaceae	Rhamnales	Rosidae	Magnoliopsida

## W
- Winteraceae	Magnoliales	Magnoliidae	Magnoliopsida

## Z
- Zingiberaceae	Zingiberales	Zingiberidae	Liliopsida